# Dolní Kounice
Dolní Kounice é uma cidade checa localizada na região de Morávia do Sul, distrito de Brno-Venkov‎.